# Latgalsko

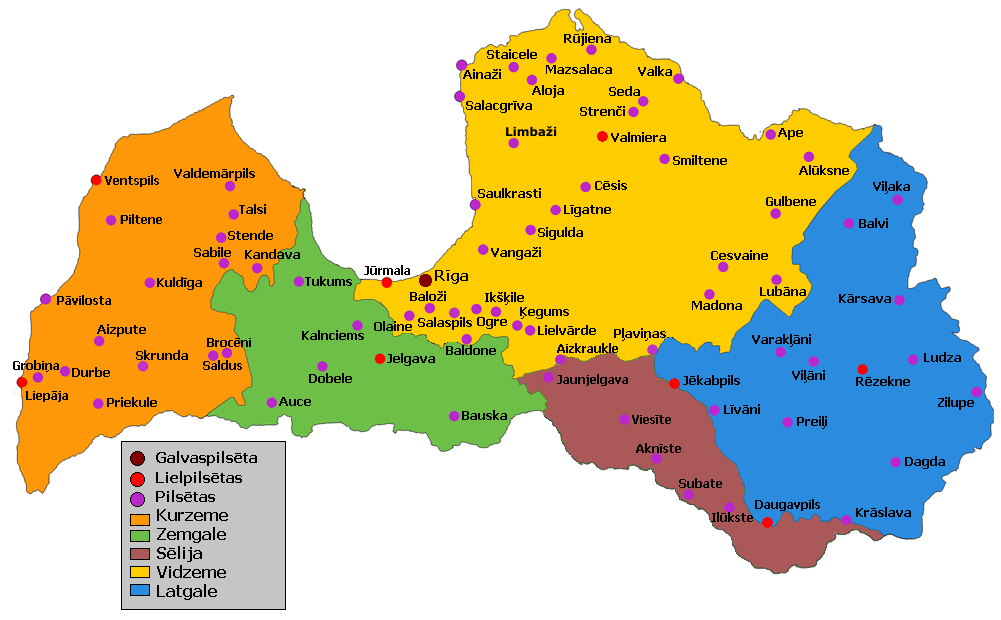
Historické země Lotyšska
Kuronsko
Latgalsko
Vidzemsko
Zemgalsko
Sélsko

Latgalsko (latgalsky Latgola; lotyšsky Latgale; rusky Латгалия / Latgalija; polsky Łatgalia) je jednou z pěti kulturně-historických lotyšských zemí, zmíněných i v lotyšském zákoně.

## Zemské symboly

### Vlajka
Vlajka historické země Latgalsko je tvořena listem o poměru stran 1:2 se třemi vodorovnými pruhy o poměru šířek 2:1:2 – krajní jsou tmavě modré (Pantone 295 C), prostřední je bílý.
Latgalská vlajka byla první vlajkou historické země, kterou 19. dubna 2023 schválil lotyšský prezident Egils Levits.

## Geografie
Nachází se ve východní části státu severně od řeky Daugavy. Na severozápadě sousedí s Vidzemskem (Vidzeme), na jihozápadě se Sélskem (Sēlija), na jihu s Litvou, na jihovýchodě s Běloruskem a na východě s Ruskem. Region se rozkládá na území o rozloze 14 547 km², což představuje 22,5 % z celkové rozlohy Lotyšska. Severní část Latgalska pokrývají nížiny (Východolotyšská a Mudavská), které směrem k jihu přechází v Latgalskou a Augšzemskou vysočinu. Nejvyšší bod na území Latgalska, Lielais Liepu kalns, leží ve výšce 289 m n. m.. Latgalsko se spolu s litevským Aukštaitskem někdy nazývá pobaltskou zemí jezer, neboť se jich v této oblasti nachází více než 2000. V regionu byly vyhlášeny tři chráněné krajinné oblasti: Augšzeme, Augšdaugava a Daugavas loki. Pro Latgalsko je charakteristická značná rozmanitost přírodních a klimatických podmínek, která jej odlišuje od zbytku Pobaltí. Panuje zde výrazně kontinentální klima s tuhými zimami a mohutnou sněhovou přikrývkou.

## Obyvatelstvo
Obyvatelstvo tvoří převážně Latgalci, podskupina Lotyšů. Zatímco ve zbytku Lotyšska dominuje u obyvatel lotyšské národnosti luteránské vyznání, většina Latgalců se hlásí k církvi římskokatolické. Je tomu tak proto, že na rozdíl od ostatních lotyšských zemí bylo Latgalsko dlouho (v letech 1561/1621–1772) součástí Republiky obou národů. Kvůli odlišnému vývoji také Latgalci mluví specifickým dialektem – latgalštinou.
Druhou největší etnickou a jazykovou skupinou jsou Rusové, kteří tvoří 39 % obyvatelstva (2011). Dále zde žijí menšiny Poláků (6,8 %) a Bělorusů (4,9 %).
Při sčítání v roce 2011 žilo v Latgalsku 301 593 obyvatel, což je o něco více než polovina oproti stavu před druhou světovou válkou. Další vlna vylidňování přišla po rozpadu Sovětského svazu.
Tradičním kulturním centrem je město Rēzekne, největším městem a průmyslovým centrem je Daugavpils.

## Politika
V současné Lotyšské republice už nejsou historická území samosprávnými celky ani stupni státní správy. Odráží je pouze struktura soudní moci. Sídlem Latgalského oblastního soudu je Rēzekne.